# Altitude (película de 2017)
Altitude (conocida en Reino Unido como Hijacked) es una película de acción, suspenso y crimen de 2017, dirigida por Alex Merkin, escrita por Tyler W. Konney, Jesse Mittelstadt y Richard Switzer, musicalizada por Bobby Tahouri, en la fotografía estuvo Dane Lawing y los protagonistas son Denise Richards, Dolph Lundgren y Jonathan Lipnicki, entre otros. El filme fue realizado por Switzer Entertainment Group, Taylor & Dodge y Safier Entertainment, se estrenó el 14 de abril de 2017.

## Sinopsis
A una mujer que trabaja para el FBI le van a entregar millones de dólares si colabora con un delincuente, haciéndolo huir de una aeronave secuestrada.